# Haubourdin
Haubourdin (Nederlands: Harbodem) is een gemeente in het Franse Noorderdepartement (Frans: département du Nord) (regio Hauts-de-France). De gemeente maakt deel uit van het arrondissement Rijsel. Haubourdin telde op 1 januari 2022 14.922 inwoners.

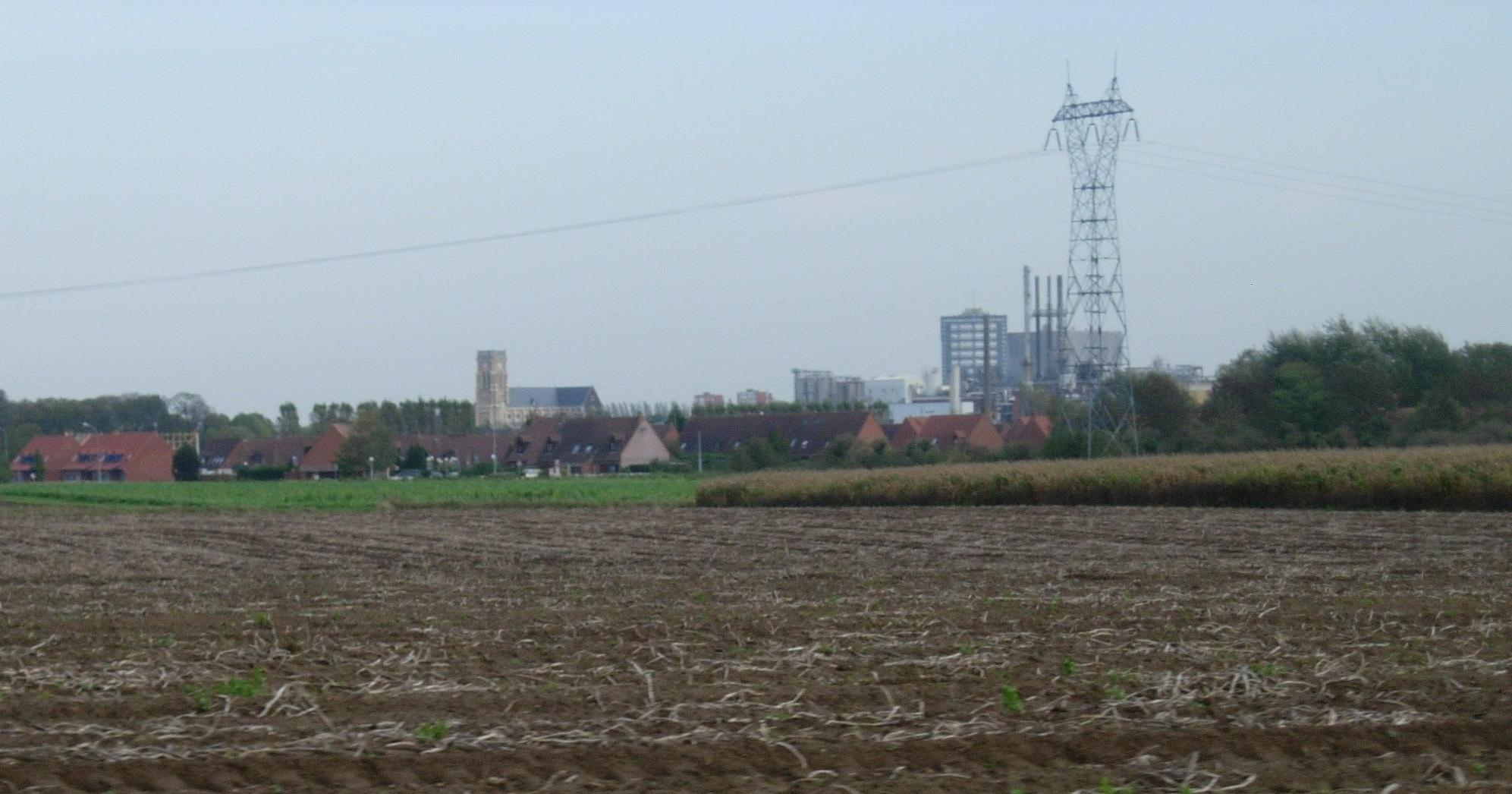
Zicht op Haubourdin

## Geografie
De oppervlakte van Haubourdin bedroeg op 1 januari 2022 5,31 vierkante kilometer; de bevolkingsdichtheid was toen 2.810,2 inwoners per km².

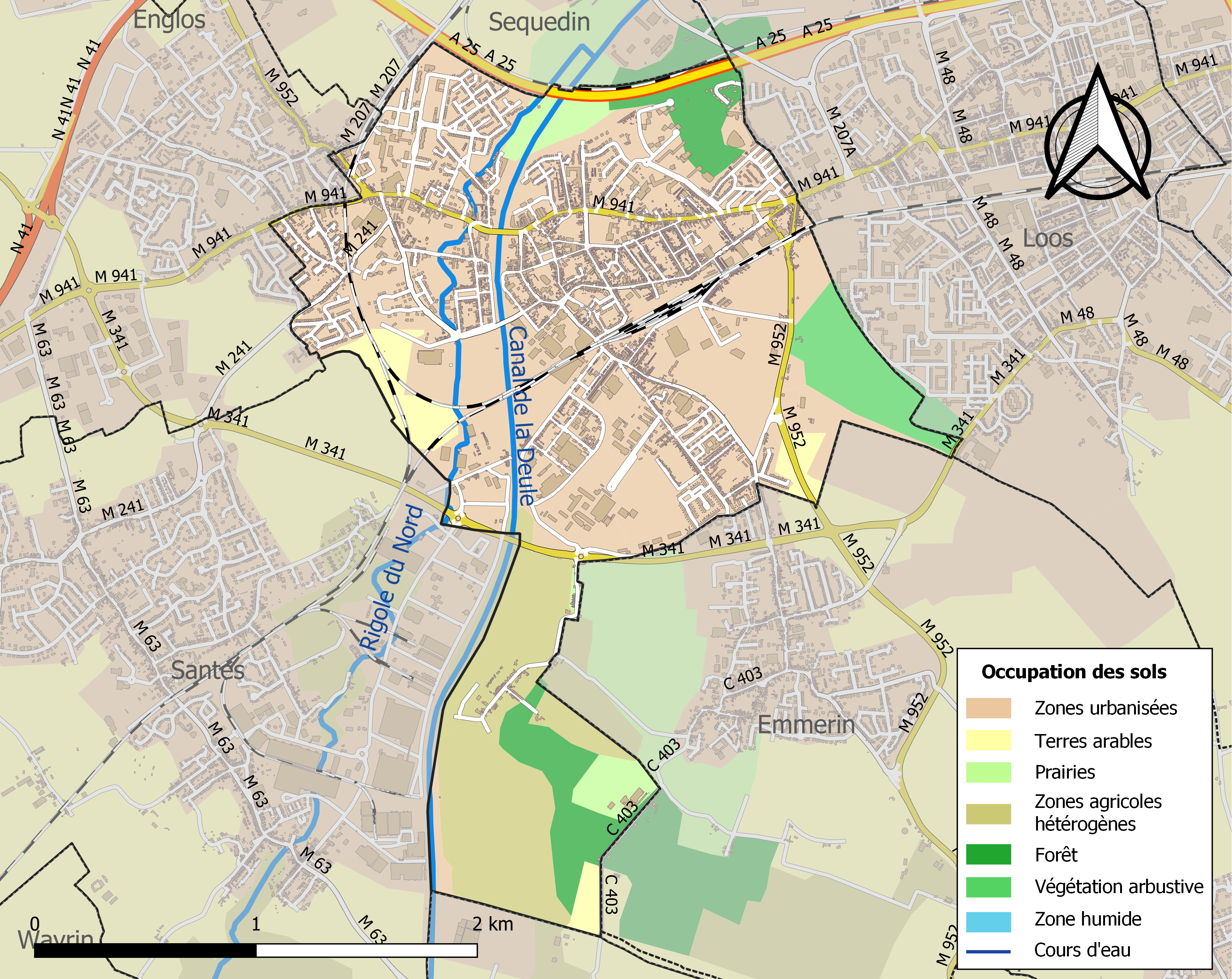
Kaart van de gemeente met belangrijkste infrastructuur, bodemgebruik en omliggende gemeenten

## Bezienswaardigheden
- De Église Saint-Maclou
- De Église Saint-Paul, gebouwd in 1914-1925, leed op het eind van de 20ste eeuw aan verzakkingen, werd in 1994 gesloten en in 2003 gesloopt.
- In Haubourdin bevinden zich verschillende oorlogsgraven:
  - Het Deutscher Soldatenfriedhof Haubourdin, met ongeveer 1000 Duitse gesneuvelden uit de Eerste Wereldoorlog
  - De Nécropole Nationale d'Haubourdin, met bijna 2000 Franse gesneuvelden, vooral uit de Tweede Wereldoorlog
  - Ook op de gemeentelijke begraafplaats van Haubourdin bevinden zich een 150-tal oorlogsgraven.

## Demografie
Onderstaande figuur toont het verloop van het inwonertal (bron: INSEE-tellingen).

## Verkeer
In de gemeente ligt spoorwegstation Haubourdin.

## Geboren in Haubourdin
- Louis Marie Cordonnier (1854-1940), architect